# Coomassie-Brillant-Blau
Coomassie-Brillantblau (häufig nur als Coomassie bezeichnet) sind Triphenylmethanfarbstoffe aus der Gruppe der Säurefarbstoffe, die in der Biochemie zum Anfärben von Proteinen verwendet werden. Coomassie-Brillant-Blau ist der am häufigsten verwendete Proteinfarbstoff. Sie führen zu einer sequenzunspezifischen Proteinfärbung. Ursprünglich wurden diese Farbstoffe in der Textilindustrie für Wolle genutzt.
Der Zusatz „R“ im Namen Coomassie Brillant Blau R-250 (C.I. Acid Blue 83) ist eine Abkürzung der englischen Bezeichnung „reddish“, zu deutsch etwa „rötlich“. Der Zusatz „G“ im Namen Coomassie Brillant Blau G-250 (C.I. Acid Blue 90) steht als Abkürzung für „greenish“, zu deutsch also für grünlich. Die Zahl 250 im Namen bezieht sich auf die Farbstärke, mit der der Hersteller Imperial Chemical Industries das Färbevermögen quantitativ beschrieb. Oft wird in Veröffentlichungen nur Coomassie ohne genauere Angabe verwendet. Coomassie bezeichnet nach dem Colour Index über 40 verschiedene Substanzen. Es gibt sogar ein weiteres Coomassie-Blau (Coomassie Blue RL, synonym Acid Blue 92, C.I. 13390), das nach dem Merck Index (10. Auflage) eine völlig andere Struktur besitzt.
| keine GHS-Piktogramme |

| keine GHS-Piktogramme |

## Eigenschaften
Die Farbe von Coomassie-Brillant-Blau richtet sich nach dem pH-Wert. Bei pH <0 ist G-250 rot mit einem Absorptionsmaximum bei einer Wellenlänge von 465 nm. Bei pH 1 ist es grün mit einem Absorptionsmaximum bei 620 nm. Bei pH >2 ist es blau mit einem Absorptionsmaximum bei 595 nm. Bei pH 7 ist G-250 blau und hat einen Extinktionskoeffizienten von 43,000 M−1 cm−1. Bei der roten Form (pH <0) sind alle drei Stickstoffatome protoniert und die zwei Sulfonsäuregruppen deprotoniert (Nettoladung +1). Bei der grünen Form ist die Nettoladung 0. Bei pH 7 in der blauen Form ist nur das Stickstoffatom der Diphenylamingruppe protoniert und die Nettoladung −1. Der pKa für die Deprotonierungen liegen bei 1,15 und 1,82. Erst bei sehr hohen pH-Werten wird das letzte Stickstoffatom deprotoniert und die Farbe wird rosa (pKa 12,4). Coomassie-Brillant-Blau bindet nichtkovalent über elektrostatische Wechselwirkungen an Aminogruppen und Carboxygruppen von Proteinen. Die Bindung an Proteine stabilisiert die blaue Form mit der Nettoladung −1 auch bei niedrigen pH-Werten, bei denen die gelöste Form bereits in der roten Form mit der Nettoladung +1 vorliegt. Die Bindung an das Tensid SDS erzeugt einen stabilen Komplex und stabilisiert die grüne Form mit der Nettoladung 0, weshalb SDS eine Störsubstanz bei photometrischen Bestimmungen nach Bradford ist.

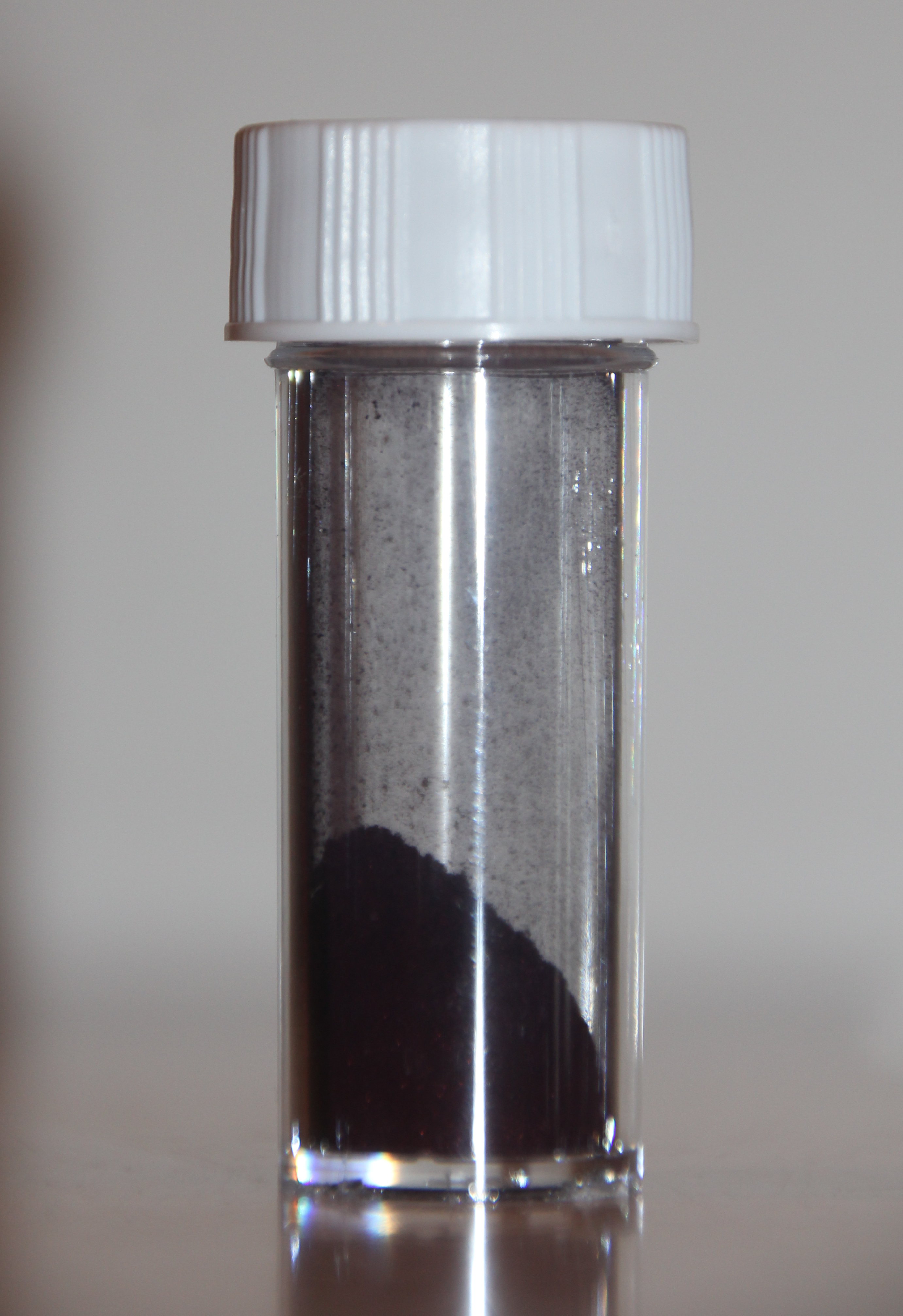
Coomassie-Brillant-Blau G-250 in Pulverform
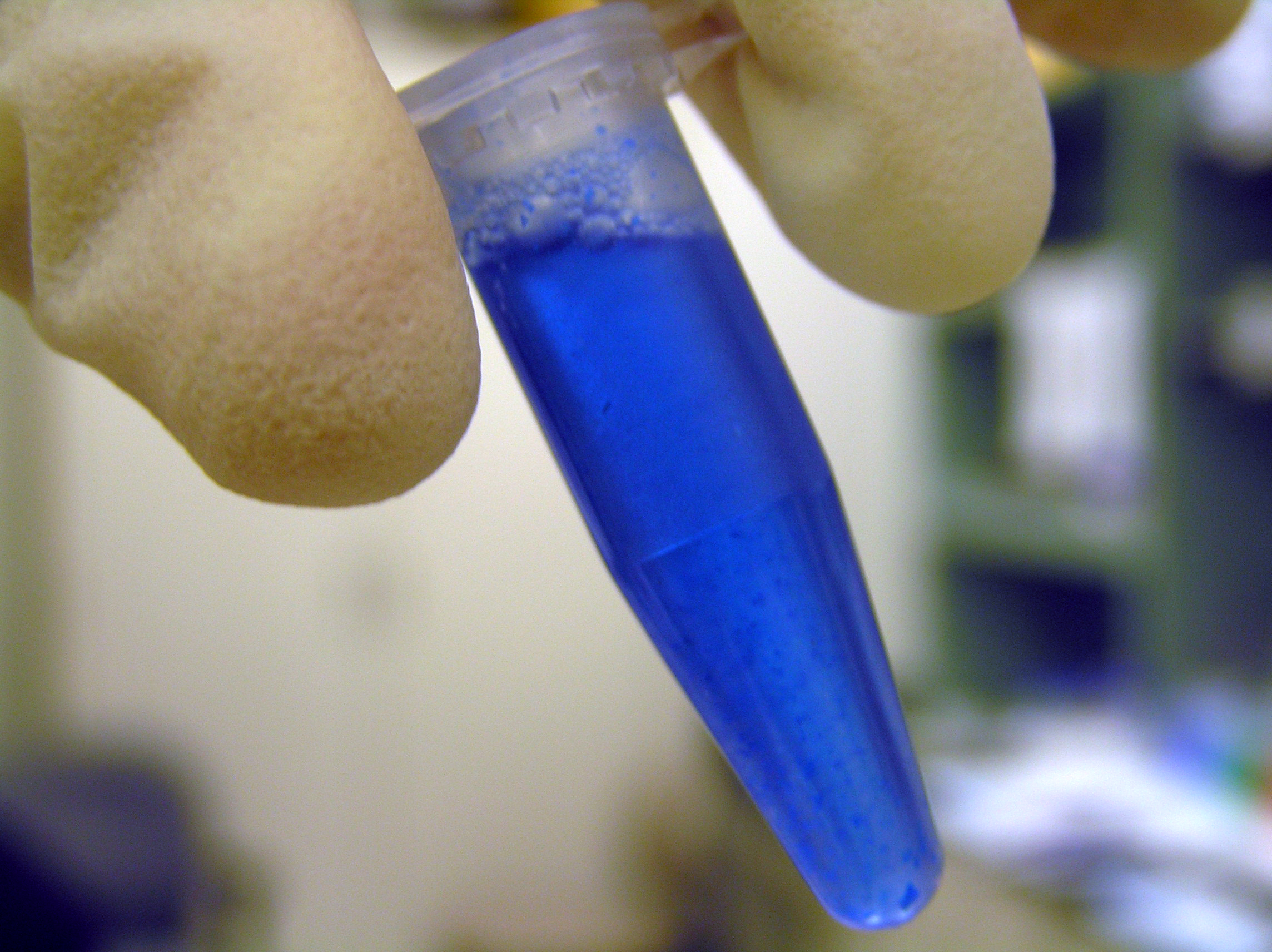
Coomassie-Lösung
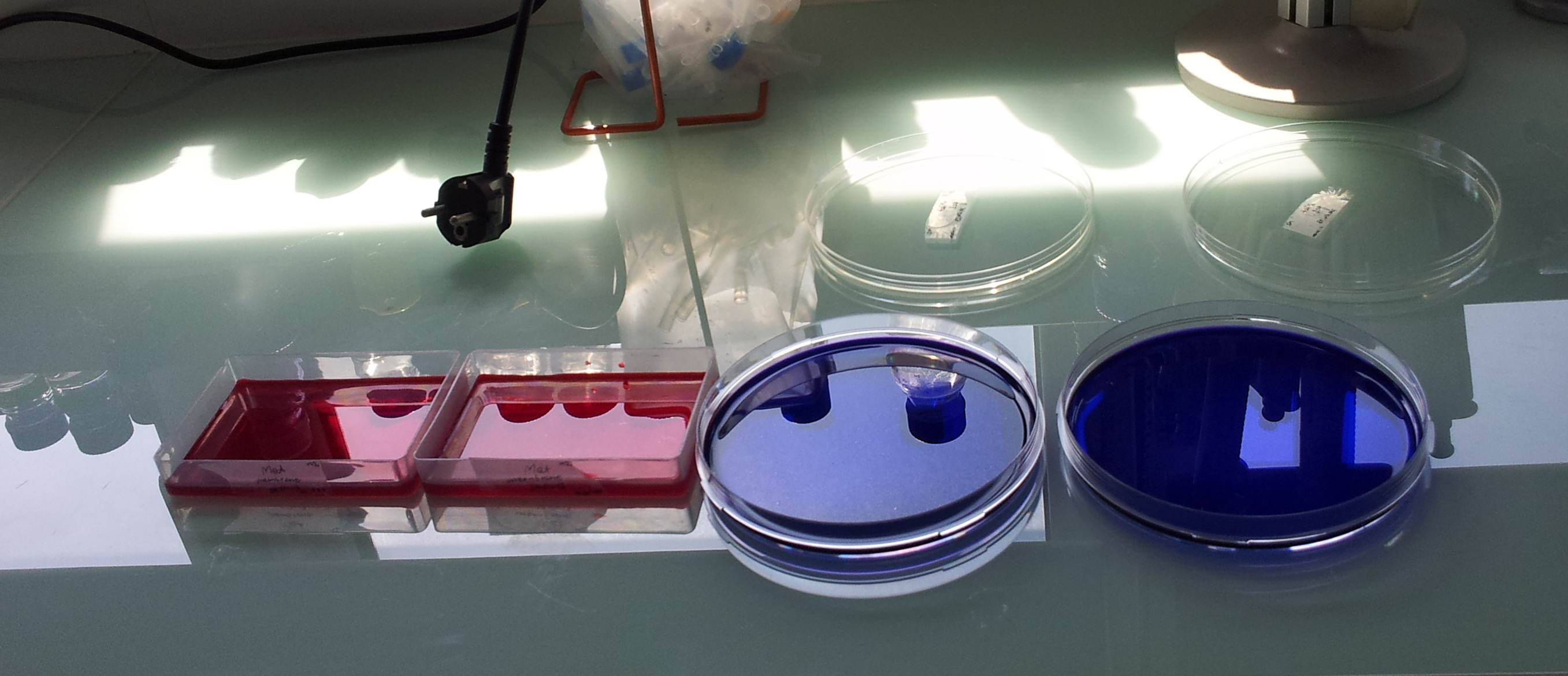
Ponceaurot-Färbelösung für Western Blot und Coomassie-Brillant-Blau-Färbelösung für SDS-PAGE
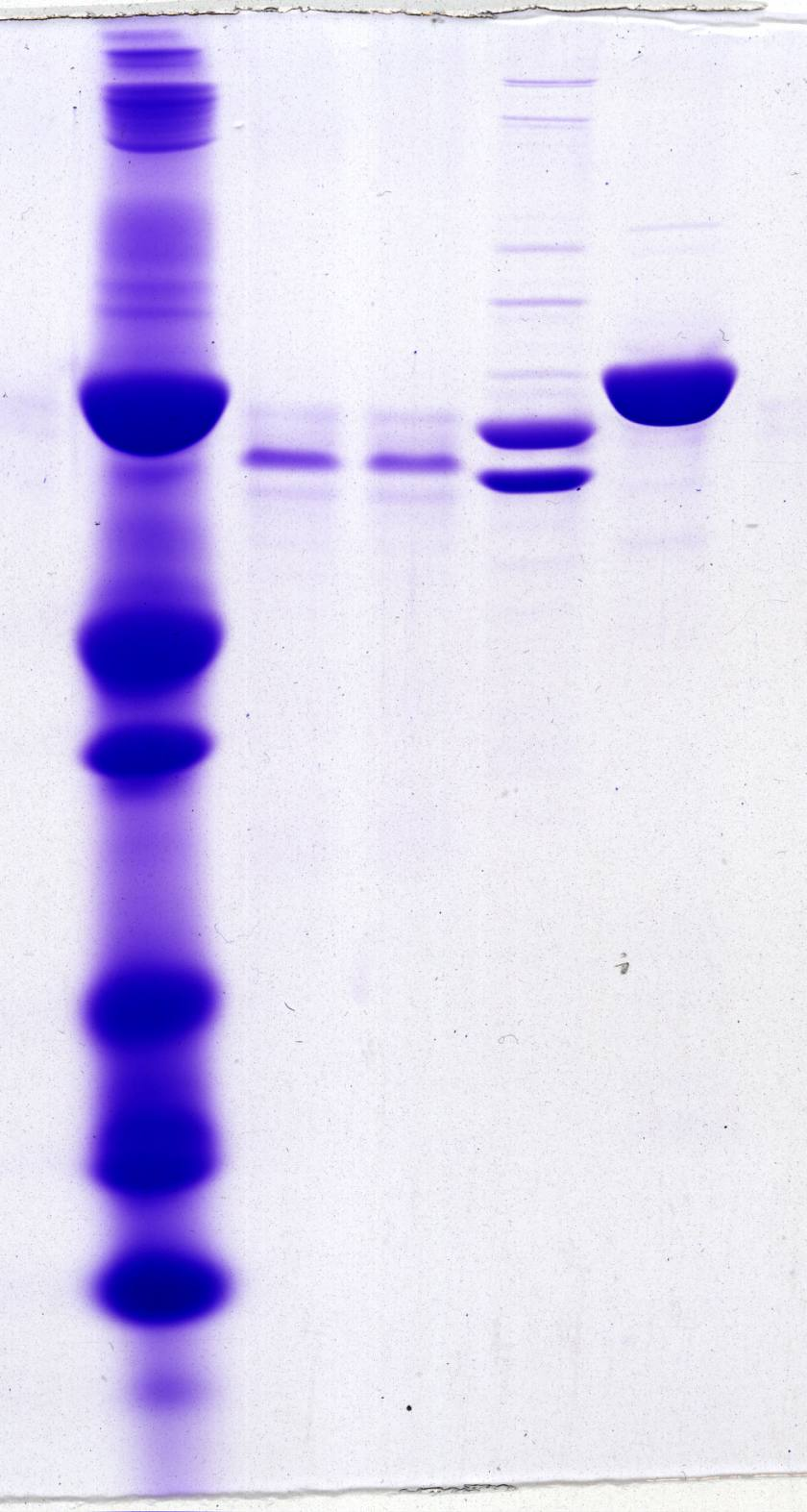
Coomassie-gefärbte Proteine nach einer SDS-PAGE
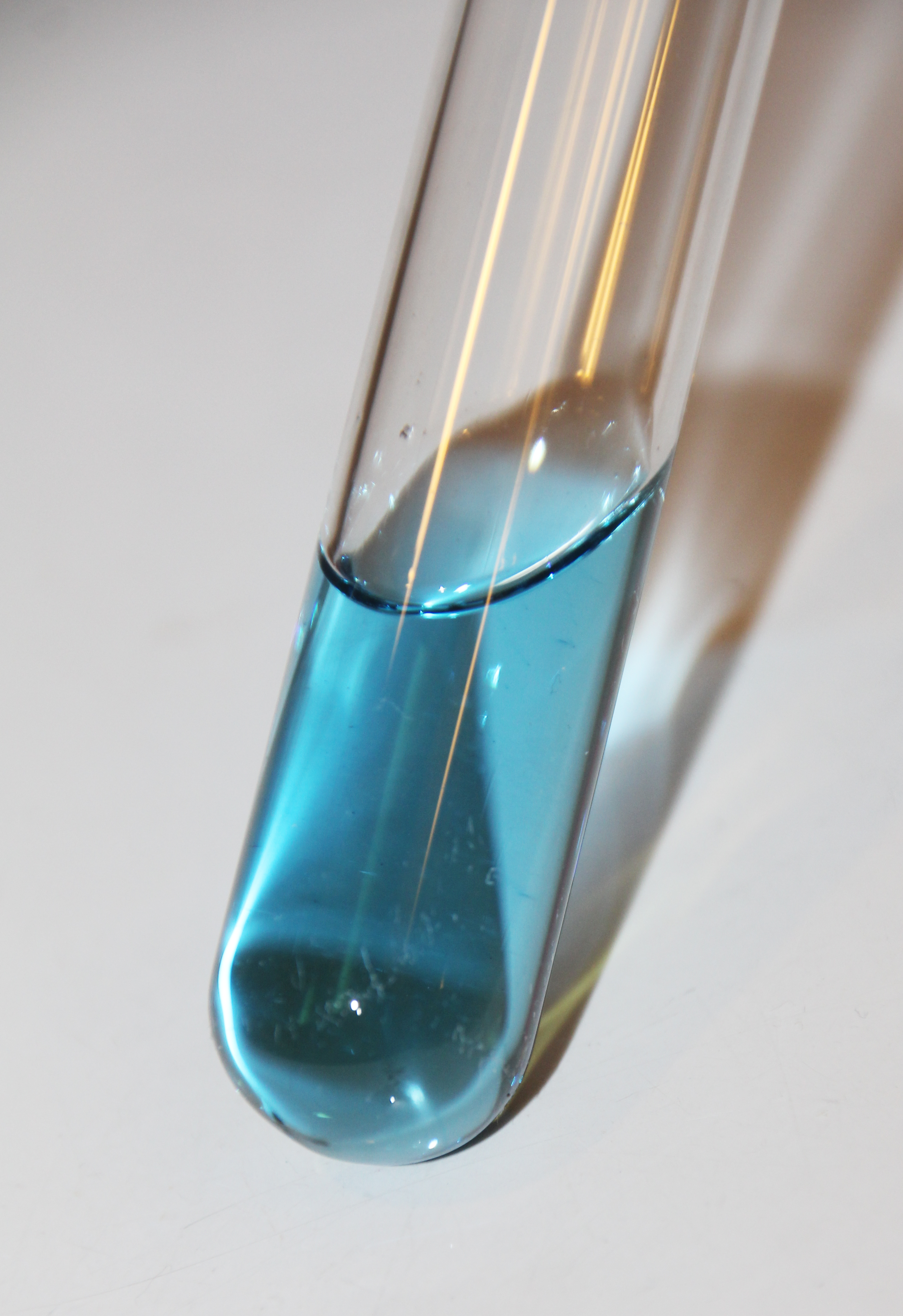
Coomassie-Brillant-Blau G-250 in Isopropanol

## Anwendungen
Typischerweise wird Coomassie-Brillantblau R-250 z. B. zum Einfärben von aufgetrennten Proteinen in einem Polyacrylamid-Gel benutzt, z. B. nach einer SDS-PAGE oder einer BN-PAGE. Es wird außerdem in der 2D-Gelelektrophorese zur Sichtbarmachung der getrennten Proteinpunkte verwendet und beim Western Blot zur Angleichung der eingesetzten Proteinmengen. Die Nachweisgrenze für Coomassie-Brillant-Blau R-250 liegt bei ungefähr 0,1 µg Protein pro Bande in einem Gel, für Coomassie-Brillant-Blau G-250 bei etwa 0,5 µg. Mit Coomassie-Brillant-Blau G-250 lassen sich Proteine jedoch deutlich schneller anfärben. Mit kochend heißen Lösungen und 4 mM EDTA in der Waschlösung kann die Färbung und Entfärbung auf etwa 70 Minuten verkürzt werden. Besondere Formulierungen als kolloidale Lösungen verbessern die Nachweisgrenze von Coomassie-Brillant-Blau G-250 auf circa 4 ng Protein pro Bande. Coomassie-Brillantblau G-250 dient auch der Quantifizierung des Proteingehaltes wässriger Lösungen nach der Methode von Bradford.
Neben Methylenblau wurde und wird Coomassie-Brillantblau auch zum dauerhaften Einfärben von nicht zum menschlichen Verzehr geeignetem Fleisch und Schlachtabfällen verwendet. Coomassie-Brillant-Blau G-250 wird auch bei Augenoperationen eingesetzt. Aufgrund der reduzierten Toxizität im Vergleich zu bisher verwendeten Farbstoffen (Indocyaningrün oder Trypanblau) werden Triphenylmethanfarbstoffe wie Coomassie-Brillant-Blau G-250, Patentblau V oder C.I. Acid Violet 17 als Vitalfärbung für das Anfärben von natürlich vorhandenen oder krankhaft veränderten Strukturen (Gliose) im lebenden Auge eingesetzt. Mit Hilfe dieser Farbstoffe lassen sich vor allem die transparenten Strukturen der Netzhaut, Hornhaut oder der Linsenkapsel gezielt anfärben und bei Bedarf chirurgisch entfernen. Für die Technik des Anfärbens von Gewebe an der Netzhaut hat sich der Fachbegriff der Chromovitrektomie etabliert. Ebenso wird es in der Forensik zur Färbung von Fingerabdrücken verwendet.

## Geschichte
Der Name des ursprünglich als Wollfarbstoff entwickelten Coomassie-Brillant-Blau stammt von der afrikanischen Stadt Kumasi in Ghana. Er wurde zur Erinnerung an die britische Besetzung der damaligen Aschanti-Hauptstadt Coomassie – heute Kumasi – im Jahr 1896 gewählt. Der Name bezeichnete eine Gruppe saurer Wollfarbstoffe. Coomassie war ursprünglich eine registrierte Marke von Levinstein Ltd, die ab 1926 von der Imperial Chemical Industries übernommen wurde. Blaue disulfonierte Triphenylmethanfarbstoffe wurden erstmals 1913 von Max Weiler in Elberfeld hergestellt. In den folgenden Jahren wurden verschiedene Synthesen patentiert. Im Jahr 1963 wurde Coomassie-Brillant-Blau R-250 von Stephen Fazekas de St. Groth zur Proteinfärbung in Elektrophoresen eingesetzt, wo es neben der Silberfärbung zu einer der häufigsten Färbungen von Proteinen in Elektrophoresegelen wurde.